# Dodonaea triangularis
Dodonaea triangularis là một loài thực vật có hoa trong họ Bồ hòn. Loài này được Lindl. mô tả khoa học đầu tiên năm 1848.